# 克爾布季夫卡
51°25′3″N 32°43′41″E / 51.41750°N 32.72806°E
克爾布季夫卡（烏克蘭語：Кербутівка），是烏克蘭北部的村莊，隸屬切爾尼希夫州的尼任區。該村面積0.001平方公里，海拔高度118米，2006年該村落人口420。